# Émile Prudent

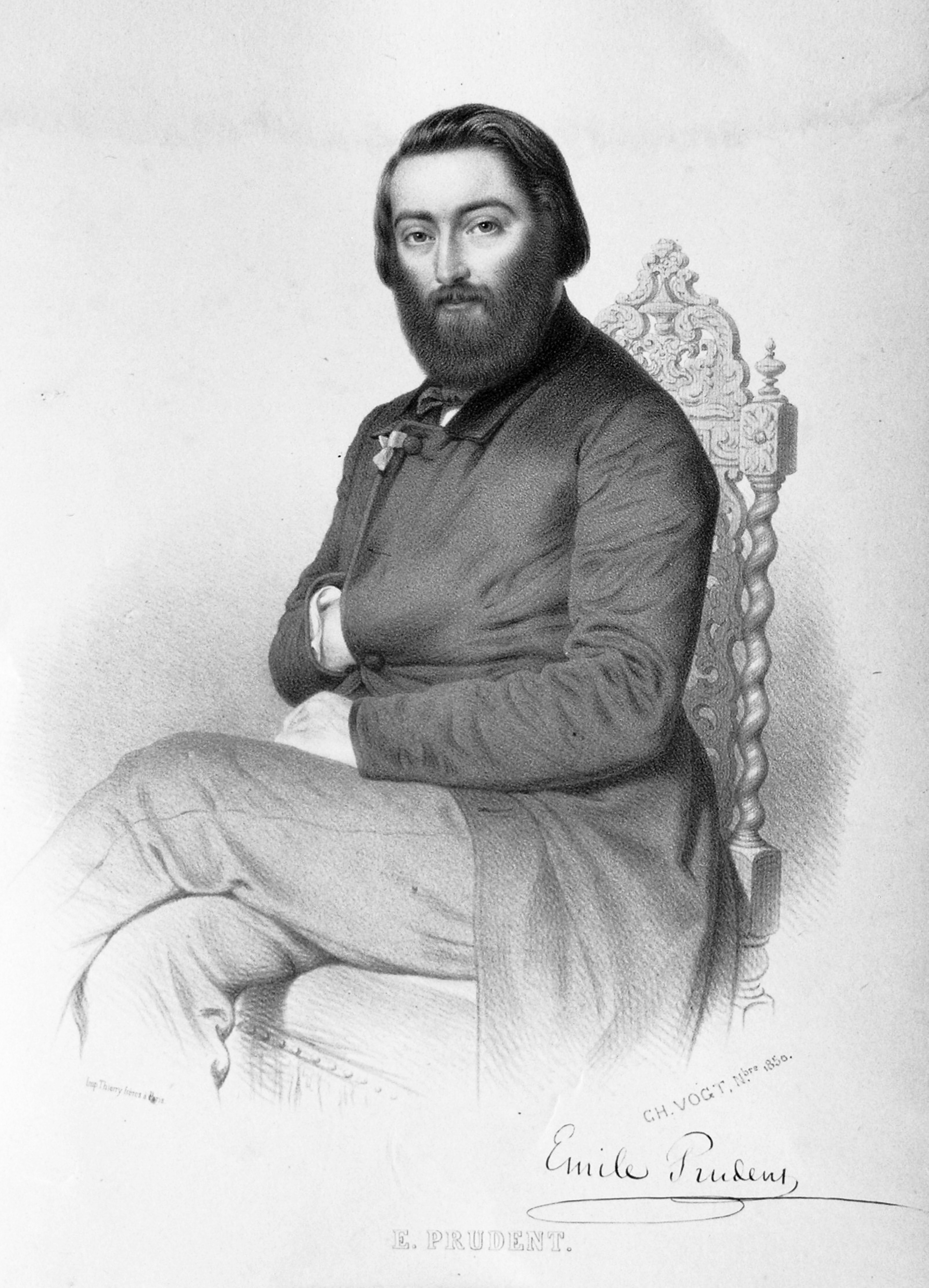
Émile Prudent, Lithographie von Ch. Vogt, 1850

Émile Prudent

Émile Prudent (* 4. April 1817 in Angoulême; † 1863 in Paris) war ein französischer Pianist, Komponist und Musikpädagoge.

## Leben und Wirken
Émile Prudent, der im Geburtsregister von Angoulême unter dem Namen Gautier-Racine eingetragen wurde, erhielt den ersten Klavierunterricht von seinem Onkel, dem Organisten der Kathedrale von Angoulême, Claude Victor Prudent. Ab 1826 besuchte er das Conservatoire de Paris. Er war dort Klavierschüler von Pierre Zimmermann und erhielt 1833 den ersten Preis im Fach Klavier.
Nachdem Prudent den österreichischen Klaviervirtuosen Thalberg bei dessen Konzerten in Paris 1835 erlebt hatte, vervollkommnete er seine Spieltechnik nach dessen Vorbild und begann 1837 eine Karriere als reisender Klaviervirtuose.
Neben mehr als zwanzig Klavierbearbeitungen populärer zeitgenössischer Opern komponierte Prudent zahlreiche überwiegend technisch anspruchsvolle Klavierstücke.

## Werke
- Fantaisie sur Lucie de Lammermoor de Donizetti
- Feu follet
- Etude
- Grande Fantaisie sur les Huguenots de Meyerbeer
- Caprice-étude de concert sur la Somnambule de Bellini
- Fantaisie sur la Dame Blanche de Boieldieu
- Caprice-étude sur I puritani
- Les Bois, chasse
- La danse des Fées
- Le Retour des bergers
- Romances sans Paroles
- La Prairie
- Le Rêve d'Ariel
- Fantaisie sur la Traviata de Verdi

| Personendaten    | Personendaten                                      |
| ---------------- | -------------------------------------------------- |
| NAME             | Prudent, Émile                                     |
| KURZBESCHREIBUNG | französischer Pianist, Komponist und Musikpädagoge |
| GEBURTSDATUM     | 4. April 1817                                      |
| GEBURTSORT       | Angoulême                                          |
| STERBEDATUM      | 1863                                               |
| STERBEORT        | Paris                                              |